# Trinomial Smithsonian

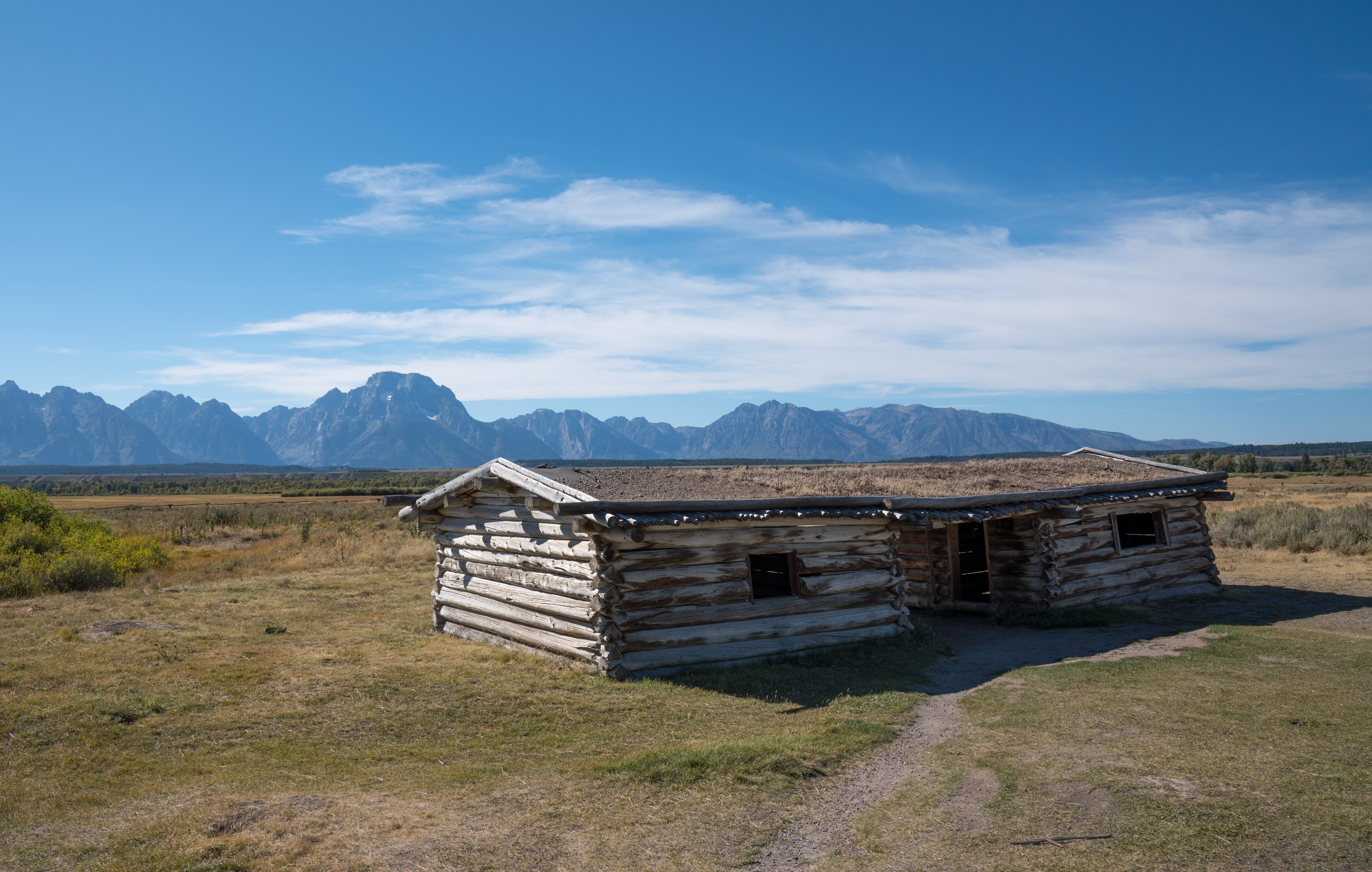
La Cunningham Cabin, une cabane du Wyoming à laquelle est attribuée le trinomial Smithsonian 48TE902.

Le trinomial Smithsonian est un identifiant alphanumérique unique principalement attribué aux sites archéologiques aux États-Unis. Créé par la Smithsonian Institution dans les années 1930 et 1940, il est composé d'un ou deux chiffres représentant l'État où se trouve le lieu considéré, puis de deux lettres désignant son comté ou la subdivision équivalente et enfin d'une série d'un ou plusieurs chiffres pour le site spécifiquement retenu. L'exploitation agricole dite J.K. Miller Homestead, dans le parc national de Glacier, est par exemple désignée par le trinomial 24FH333, où 24 désigne le Montana, FH le comté de Flathead et 233 la propriété en question.
Le trinomial Smithsonian permet, lorsque cela semble nécessaire, de conserver secrète la localisation précise du site ; c'est ainsi le cas des sites archéologiques 21SL55, 21SL73 21SL82, tous trois situés au Minnesota (21), dans le	Comté de Saint Louis (SL).